# Acrocera mongolica
Acrocera mongolica är en tvåvingeart som beskrevs av Pleske 1930. Acrocera mongolica ingår i släktet Acrocera och familjen kulflugor.
Artens utbredningsområde är Mongoliet. Inga underarter finns listade i Catalogue of Life.